# Église de la Paix (Eupen)
Pour les articles homonymes, voir Église de la Paix.
 (juin 2014).
Si vous disposez d'ouvrages ou d'articles de référence ou si vous connaissez des sites web de qualité traitant du thème abordé ici, merci de compléter l'article en donnant les références utiles à sa vérifiabilité et en les liant à la section « Notes et références ».
L'église de la paix ou Friedenskirche d'Eupen est un édifice religieux protestant, classé, situé à Eupen, dans la province de Liège.

## Historique
Alors qu'Eupen appartenait à la province de Rhénanie, des églises pour les fidèles protestants, qui vivaient souvent en diaspora, ont été construites dans cette partie majoritairement catholique de la Prusse. Cela s'applique également à l'Église de la Paix, dont la paroisse faisait partie de l'Église protestante de l'Union prussienne, fondée en 1817.

## Architecture

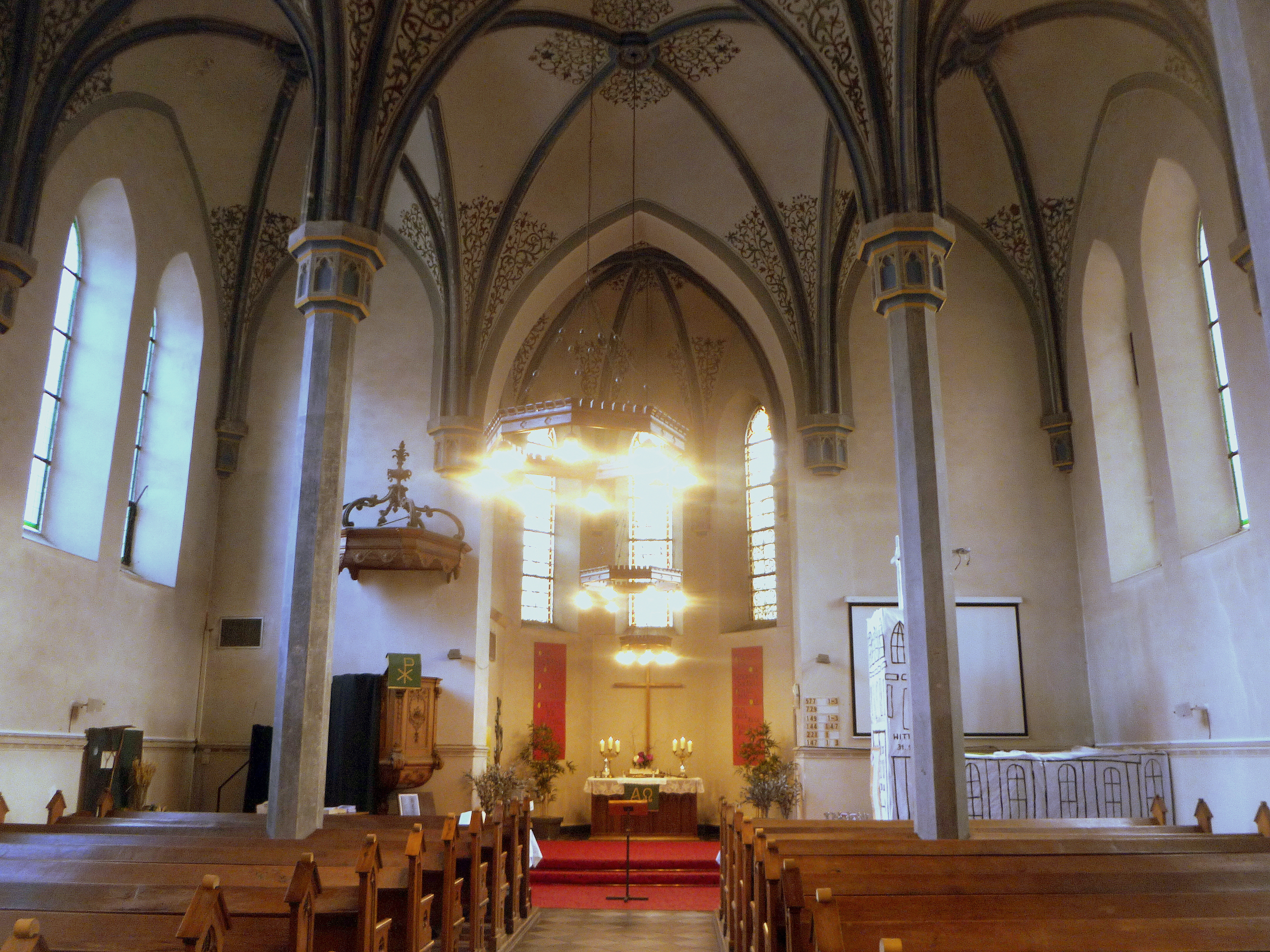
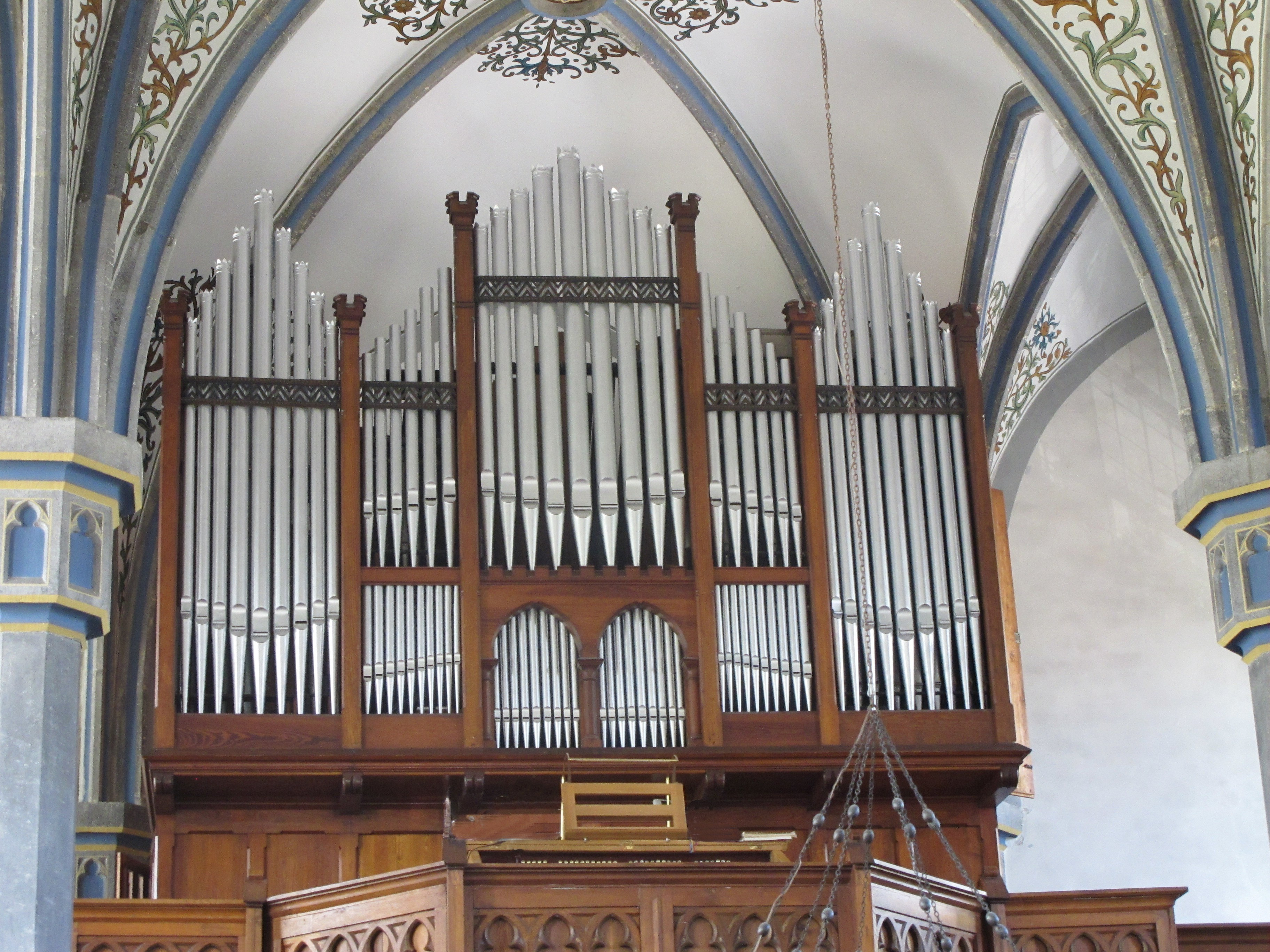